# Albert C. Outler
Albert Cook Outler, né le 17 novembre 1908 à Thomasville en Géorgie et mort le 1er septembre 1989, est un théologien, philosophe et pasteur méthodiste américain du XXe siècle. Outler est généralement considéré comme l'un des plus importants spécialistes de Wesley, ainsi que le premier véritable théologien de l'Église méthodiste unie. Il est également une figure clé du mouvement œcuménique du XXe siècle. 

## Biographie
Outler est né et grandit en Géorgie. Il a une fonction d'ancien méthodiste ordonné et occupe plusieurs postes en tant que tel. Il est diplômé du Wofford College et obtient son doctorat en philosophie de l'Université Yale. Il enseigne à la fois à l'université Yale et à l'université Duke avant de débuter une longue carrière à l'université méthodiste du Sud (Southern Methodist University) au Texas. Il est délégué à la consultation sur l'union de l'Église, siège au conseil d’administration Faith & Order du Conseil œcuménique des Églises. Par ailleurs, il est un observateur officiel au deuxième concile du Vatican. 

## Contributions théologiques
Outler est largement reconnu pour avoir été le premier à reconnaître la méthode théologique de John Wesley, via ce que Outler appelle le « quadrilatère wesleyen » : Écriture, tradition de l'église, raison et expérience personnelle. Cette compréhension de la théologie wesleyenne est répandue dans tout le méthodisme, en particulier dans l'Église méthodiste unie. À l'aide de ce modèle, Outler joue un rôle clé dans l'organisation de la déclaration théologique faite par l'Église méthodiste unie après sa formation en 1968. 
Avec ses nombreuses références à l'église primitive, le travail de Outler se révèle très influent pour ceux du mouvement paléo-orthodoxe et de l'évangélisme contemporain, notamment Thomas C. Oden. 
Albert Outler écrit et édite de très nombreux ouvrages. Plusieurs de ses écrits sont rassemblés dans la série de la Albert Outler Library par les éditeurs de Bristol House. 

## Œuvres

### Livres
- (en) Albert C. Outler, The "Platonism" of Clement of Alexandria , Chicago, Ill., [publisher not identified], 1940
- (en) Albert C. Outler et C. A. Bowen, The history and mission of the church; an elective unit for young people, for use in church schools, institutes, assemblies, summer camps, and special study groups, New York, Abingdon-Cokesbury Press, 1944
- (en) Albert C. Outler, A Christian context for counseling , [New Haven, CT], [Hazen Foundation], 1945
- (en) Albert C. Outler, Colleges, faculties and religion; an appraisal of the program of faculty consultations on religion in higher education, 1945-48. , New Haven, CT, Hazen Foundation, 1948
- (en) Albert C. Outler, Psychotherapy and the Christian Message , New York, Harper & Bros., 1954
- (en)Saint, Augustine; Outler, Albert C. (1955) (in en).  Augustine : Confessions and Enchiridion. Philadelphia: Westminster Press. Wikisource.
- (en) Arthur Leon Harding et Albert C. Outler, Natural law and natural rights., Dallas, Southern Methodist University Press, 1955
- (en) Albert C. Outler, The Christian tradition and the unity we seek : given as Richard lectures at the University of Virginia in Charlottesville, Virginia., New York, Oxford University Press, 1957
- (en) Albert C. Outler, Quid est veritas?, [Washington], Council of Protestant Colleges and Universities, 1959
- (en) Albert C. Outler et Thomas C. Oden, John Wesley , New York, Oxford University Press, 1964
- (en) Albert C. Outler, That the world may believe : guide for leaders of the Methodist mission study on Christian unity , New York, Joint Commission on Education and Cultivation, Board of Missions of the Methodist Church, 1966
- (en) Albert C. Outler, Called to unity : Methodism and church union , Cincinnati, Service Center, Board of Missions The Methodist Church, 1966
- (en) Albert C. Outler, Vatican II : charter for change , 1966
- (en) Albert C. Outler, Methodist observer at Vatican II , Westminster [Md.], Newman Press, 1967
- (en) Albert C. Outler, Who trusts in God; musings on the meaning of providence [by] Albert C. Outler. , New York, Oxford University Press, 1968
- (en) Albert C. Outler et David L Balás, The development of catholic Christianity : methodological papers , [Dallas, TX], [publisher not identified] : Prof. Wm. David Kirkpatrick [distributor], 1968
- (en) Albert C. Outler et John J. Kiwiet, Origen, [Fort Worth?], [publisher not identified], 1969
- (en) Albert C. Outler, An interim report to the General Conference, [Place of publication not identified, [publisher not identified], 1970
- (en) Albert C. Outler, COCU : test case for ecumenism in America : lecture III, Crisis coming up, [Fort Worth, TX], [Texas Christian University], 1970
- (en) Albert C. Outler et Joseph B. Tyson, Canon (Scripture-Tradition)., [Abilene, TX], [publisher not identified], 1973
- (en) Albert C. Outler, History as an ecumenical resource : the Protestant discovery of tradition, 1952-1963, [Washington, D.C.], [Catholic University of America Press], 1973
- (en) Albert C. Outler, Evangelism in the Wesleyan spirit , Nashville, TN, Tidings, 1971
- (en) Albert C. Outler et Dennis C. Benson, Reconciliation : the function of the church , Pittsburgh, Thesis, 1973
- (en) Albert C. Outler, Theology in the Wesleyan spirit , Nashville, TN, Tidings, 1975
- (en) Albert C. Outler, The Bicentennial and the re-invention of America, Dallas, Greater Dallas Council of Churches, 1975
- (en) Albert C. Outler et John Deschner, Our common history as Christians : essays in honour of Albert C. Outler, New York, Oxford University Press, 1975
- (en) Albert C. Outler et James Arthur Walther, Reinventing America , Pittsburgh, PA, Thesis, 1976
- (en) Albert C. Outler et Everett Ferguson, Reinventing America , [Dallas, TX], [publisher not identified], 1976
- (en) Albert C. Outler et William O Walker, The Relationships among the gospels : an interdisciplinary dialogue , San Antonio, Trinity University Press, 1978
- (en) Albert C. Outler, The rule of grace , Melbourne, Uniting Church Press, 1982
- (en) Albert C. Outler, Ecumenism in a postliberal age , Indianapolis, IN, Council on Christian Unity, 1984
- (en) Albert C. Outler, John Wesley's sermons : an introduction , Nashville, Abingdon Press, 1991
- (en) Albert C. Outler et Thomas C. Oden, The Wesleyan theological heritage , Grand Rapids, MI, Zondervan Publishing House, 1991
- (en) Albert C. Outler et Bob W. Parrott (dir.), The preacher, vol. 1, Anderson, IN, Bristol House, coll. « The Albert Outler library  », 1995
- (en) Albert C. Outler et Bob W. Parrott (dir.), The churchman, vol. 2, Anderson, IN, Bristol House, coll. « The Albert Outler library  », 1995
- (en) Albert C. Outler et Bob W. Parrott (dir.), The university professor, vol. 3, Anderson, IN, Bristol House, coll. « The Albert Outler library  », 1995
- (en) Albert C. Outler et Bob W. Parrott (dir.), Christology, vol. 4, Anderson, IN, Bristol House, coll. « The Albert Outler library  », 1995
- (en) Albert C. Outler et Bob W. Parrott (dir.), The pastoral psychology of Albert C. Outler, vol. 5, Anderson, IN, Bristol House, coll. « The Albert Outler library  », 1995
- (en) Albert C. Outler et Bob W. Parrott (dir.), Evangelism, vol. 6, Anderson, IN, Bristol House, coll. « The Albert Outler library  », 1995
- (en) Albert C. Outler et Bob W. Parrott (dir.), Ecumenical theologian : essays by Albert Cook Outler, vol. 7, Anderson, IN, Bristol House, coll. « The Albert Outler library  », 1995
- (en) Albert C. Outler et Bob W. Parrott (dir.), Historian & interpreter of the Christian tradition, vol. 8, Anderson, IN, Bristol House, coll. « The Albert Outler library  », 1995
- (en) Albert C. Outler et Bob W. Parrott (dir.), Outler on the Holy Spirit : the pneumatology of Albert Cook Oulter, vol. 9, Anderson, IN, Bristol House, coll. « The Albert Outler library  », 1995
- (en) Albert C. Outler et Leroy T. Howe, The pastoral psychology of Albert C. Outler , Anderson, IN, Bristol House, 1997

### Articles
- (en) Albert C. Outler, « Symposium: contemporary theological concern. », Perkins School of Theology journal., vol. 8, no 3,‎ 1955
- (en) Albert C. Outler, « Ordeal of a Happy Dilettante », Christian Century,‎ 1960 (lire en ligne)
- (en) Albert C. Outler, « Dedication of the Sweet Briar Memorial Chapel, April 20-23, 1967. », Sweet Briar College, Sweet Briar, Va., vol. 20, no 7,‎ 1967
- (en) Albert C. Outler, « "The three chapters" : a comment on the survival of antiochene Christology », Lutheran School of Theology at Chicago, Chicago,‎ 1977
- (en) Albert C. Outler, « A Fund for ‘Evangelical’ Scholars  », Christian Century,‎ 1980, p. 138-140 (lire en ligne)
- (en) Albert C. Outler, « Pneumatology as an Ecumenical Frontier  », The Ecumenical Review,, vol. 41, no 3,‎ 1989, p. 363-374
- (en) Albert C. Outler, « Pietism and Enlightenment : alternatives to tradition », Christian spirituality : post-reformation and modern / edited by Louis Dupré and Don E. Saliers ; in collaborations with John Meyendorff,‎ s.d.

## Biographies
- (en) Bob W. Parrott, Albert C. Outler : the gifted dilettante , Anderson, IN, Bristol House, 1999

### Citations
1. 1 2  Longden 1989.
2. ↑  Marty 1984.

### Sources
- (en) Leicester R. Longden, « Albert Outler remembered », sur Good News, The Woodlands, TX, 1989
- (en) Martin E. Marty, « Albert C Outler: United Methodist Ecumenist », Christian Century, vol. 101, no.7,‎ 1984, p. 218-222